# 克拉克基本定律
克拉克基本定律（英語：Clarke's three laws）是英国著名科幻作家亚瑟·查理斯·克拉克积累有关科学文化方面的经验提出的。
- 定律一：如果一个年高德劭的杰出科学家说，某件事情是可能的，那他几乎就是正确的；但如果他说，某件事情是不可能的，那他很可能是错误的；
- 定律二：要发现某件事情是否可能的界限，唯一的途径是跨越这个界限，从可能跑到不可能中去；
- 定律三：在任何一项足够先进的技术和魔法之间，我们无法做出区分。

## 外部連結
- The origins of the Three Laws[]
- "What's Your Law?" (lists some of the corollaries)
- "A Gadget Too Far" （页面存档备份，存于） at Infinity Plus
- Corollary in "Freefall" （页面存档备份，存于）